# 中国人民解放軍戦略支援部隊
中国人民解放軍戦略支援部隊（ちゅうごくじんみんかいほうぐんせんりゃくしえんぶたい、中国語: 中国人民解放军战略支援部队 、英語:  People's Liberation Army Strategic Support Force）は、中国人民解放軍の軍種の一つ。略称は戦支、PLASSF。2015年12月31日、ロケット軍、陸軍指導機構と同時に創設された。
2024年4月19日、戦略支援部隊は廃止され、その役割は軍事航天部隊及び網絡空間部隊に加え、新設された信息支援部隊に引き継がれた。
任務の内容は明らかにされていないが、腕章のデザインが人工衛星か電子の軌道であることから、電子戦、サイバー戦、人工衛星の管理などではないかと推測されている。また、中華人民共和国の軍事専門家である尹卓は、電子空間、ネットワーク、宇宙における支援を任務としており、目標の捜索、偵察、情報収集に加え、航法支援を通常業務とし、北斗や宇宙空間における偵察システムの管理・運用、電子戦・サイバー戦の防御を任務とするとしている。